# Трюк Александера
Трюк Александера — математическая конструкция, позволяющая строить изотопии гомеоморфизмов.
Назван в честь Джеймса Александера.

## Формулировка
Гомеоморфизм {\displaystyle f\colon D^{n}\to D^{n}}
n-мерного шара {\displaystyle D^{n}}, 
который совпадает с тождественным на границе {\displaystyle S^{n-1}}, изотопен тождественному гомеоморфизму.
Более того, для изотопии любых двух гомеоморфизмов шара достаточно их изотопии на границе.
Требуемая изотопия может быть записана явно:
{\displaystyle J(x,t)={\begin{cases}tf(x/t),&{\mbox{if }}0\leqslant \|x\|<t,\\x,&{\mbox{if }}t\leqslant \|x\|\leqslant 1.\end{cases}}}

## Следствия
- Два гомеоморфизма n-мерного шара {\displaystyle D^{n}}, сужения которых на границу {\displaystyle S^{n-1}} изотопны, являются изотопными.